# Chennai Open 1997 - Qualificazioni singolare
Le qualificazioni del singolare del Chennai Open 1997 sono state un torneo di tennis preliminare per accedere alla fase finale della manifestazione. I vincitori dell'ultimo turno sono entrati di diritto nel tabellone principale. In caso di ritiro di uno o più giocatori aventi diritto a questi sono subentrati i lucky loser, ossia i giocatori che hanno perso nell'ultimo turno ma che avevano una classifica più alta rispetto agli altri partecipanti che avevano comunque perso nel turno finale.
Le qualificazioni del torneo Chennai Open 1997 prevedevano 17 partecipanti di cui 4 sono entrati nel tabellone principale.

## Teste di serie
1. Jérôme Golmard (Qualificato)
2. Olivier Delaître (Qualificato)
3. Rainer Schüttler (Qualificato)
4. Joost Winnink (Qualificato)

1. Sander Groen (ultimo turno)
2. Maks Mirny (ultimo turno)
3. Roger Smith (ultimo turno)
4. Kent Kinnear (ultimo turno)

## Qualificati
1. Jérôme Golmard
2. Olivier Delaître

1. Rainer Schüttler
2. Joost Winnink

## Tabellone

### Legenda
| - Q = Qualificato - WC = Wild card - LL = Lucky loser | - ALT = Alternate - SE = Special Exempt - PR = Protected Ranking | - w/o = Walkover - r = Ritirato - d = Squalificato |

### Sezione 1
|  | Primo turno | Primo turno | Primo turno | Primo turno | Primo turno |  |  | Secondo turno | Secondo turno       | Secondo turno       | Secondo turno | Secondo turno |   |   | Ultimo turno | Ultimo turno   | Ultimo turno   | Ultimo turno | Ultimo turno |  |
|  |             |             |             |             |             |  |  |               |                     |                     |               |               |   |   |              |                |                |              |              |  |
|  |             |             |             |             |             |  |  |               |                     |                     |               |               |   |   |              |                |                |              |              |  |
|  |             |             |             |             |             |  |  | 1             | Jérôme Golmard      | Jérôme Golmard      | 6             | 6             |   |   |              |                |                |              |              |  |
|  |             |             |             |             |             |  |  |               | Anand Radhakrishnan | Anand Radhakrishnan | 0             | 3             |   |   |              |                |                |              |              |  |
|  |             |             |             |             |             |  |  |               |                     |                     |               |               |   |   | 1            | Jérôme Golmard | Jérôme Golmard | 6            | 6            |  |
|  |             |             |             |             |             |  |  |               |                     | 8                   | Kent Kinnear  | Kent Kinnear  | 3 | 2 |              |                |                |              |              |  |
|  |             |             |             |             |             |  |  |               | Vasudeva Reddy      | Vasudeva Reddy      | 3             | 3             |   |   |              |                |                |              |              |  |
|  |             |             |             |             |             |  |  | 8             | Kent Kinnear        | Kent Kinnear        | 6             | 6             |   |   |              |                |                |              |              |  |
|  |             |             |             |             |             |  |  |               |                     |                     |               |               |   |   |              |                |                |              |              |  |

### Sezione 2
|  | Primo turno | Primo turno | Primo turno | Primo turno | Primo turno |  |  | Secondo turno | Secondo turno    | Secondo turno    | Secondo turno | Secondo turno |   |    | Ultimo turno | Ultimo turno     | Ultimo turno     | Ultimo turno | Ultimo turno |  |
|  |             |             |             |             |             |  |  |               |                  |                  |               |               |   |    |              |                  |                  |              |              |  |
|  |             |             |             |             |             |  |  |               |                  |                  |               |               |   |    |              |                  |                  |              |              |  |
|  |             |             |             |             |             |  |  | 2             | Olivier Delaître | Olivier Delaître | 6             | 6             |   |    |              |                  |                  |              |              |  |
|  |             |             |             |             |             |  |  |               | Akash Lamba      | Akash Lamba      | 0             | 3             |   |    |              |                  |                  |              |              |  |
|  |             |             |             |             |             |  |  |               |                  |                  |               |               |   |    | 2            | Olivier Delaître | Olivier Delaître | 6            | 3            |  |
|  |             |             |             |             |             |  |  |               |                  | 7                | Roger Smith   | Roger Smith   | 3 | 0r |              |                  |                  |              |              |  |
|  |             |             |             |             |             |  |  |               | Sandeep Kirtane  | Sandeep Kirtane  | 3             | 2             |   |    |              |                  |                  |              |              |  |
|  |             |             |             |             |             |  |  | 7             | Roger Smith      | Roger Smith      | 6             | 6             |   |    |              |                  |                  |              |              |  |
|  |             |             |             |             |             |  |  |               |                  |                  |               |               |   |    |              |                  |                  |              |              |  |

### Sezione 3
|  | Primo turno | Primo turno | Primo turno | Primo turno | Primo turno |  |  | Secondo turno | Secondo turno    | Secondo turno    | Secondo turno | Secondo turno |   |   | Ultimo turno | Ultimo turno     | Ultimo turno     | Ultimo turno | Ultimo turno |  |
|  |             |             |             |             |             |  |  |               |                  |                  |               |               |   |   |              |                  |                  |              |              |  |
|  |             |             |             |             |             |  |  |               |                  |                  |               |               |   |   |              |                  |                  |              |              |  |
|  |             |             |             |             |             |  |  | 3             | Rainer Schüttler | Rainer Schüttler | 6             | 6             |   |   |              |                  |                  |              |              |  |
|  |             |             |             |             |             |  |  |               | Amod Wakalkar    | Amod Wakalkar    | 0             | 0             |   |   |              |                  |                  |              |              |  |
|  |             |             |             |             |             |  |  |               |                  |                  |               |               |   |   | 3            | Rainer Schüttler | Rainer Schüttler | 7            | 6            |  |
|  |             |             |             |             |             |  |  |               |                  | 6                | Maks Mirny    | Maks Mirny    | 5 | 4 |              |                  |                  |              |              |  |
|  |             |             |             |             |             |  |  |               | Asif Ismail      | Asif Ismail      | 2             | 6             |   |   |              |                  |                  |              |              |  |
|  |             |             |             |             |             |  |  | 6             | Maks Mirny       | Maks Mirny       | 6             | 7             |   |   |              |                  |                  |              |              |  |
|  |             |             |             |             |             |  |  |               |                  |                  |               |               |   |   |              |                  |                  |              |              |  |

### Sezione 4
|  | Primo turno     | Primo turno     | Primo turno     | Primo turno | Primo turno |  |  | Secondo turno | Secondo turno       | Secondo turno       | Secondo turno | Secondo turno |   |   | Ultimo turno | Ultimo turno  | Ultimo turno  | Ultimo turno | Ultimo turno |  |
|  |                 |                 |                 |             |             |  |  |               |                     |                     |               |               |   |   |              |               |               |              |              |  |
|  |                 |                 |                 |             |             |  |  |               |                     |                     |               |               |   |   |              |               |               |              |              |  |
|  |                 |                 |                 |             |             |  |  | 4             | Joost Winnink       | 2                   | 6             | 6             |   |   |              |               |               |              |              |  |
|  | Gaurav Natekar  | Gaurav Natekar  | Gaurav Natekar  | 6           | 6           |  |  |               | Gaurav Natekar      | 6                   | 3             | 3             |   |   |              |               |               |              |              |  |
|  | Nitten Kirrtane | Nitten Kirrtane | Nitten Kirrtane | 2           | 0           |  |  |               |                     |                     |               |               |   |   | 4            | Joost Winnink | Joost Winnink | 6            | 6            |  |
|  |                 |                 |                 |             |             |  |  |               |                     | 5                   | Sander Groen  | Sander Groen  | 3 | 1 |              |               |               |              |              |  |
|  |                 |                 |                 |             |             |  |  |               | Ganesh Vaidyanathan | Ganesh Vaidyanathan | 3             | 2             |   |   |              |               |               |              |              |  |
|  |                 |                 |                 |             |             |  |  | 5             | Sander Groen        | Sander Groen        | 6             | 6             |   |   |              |               |               |              |              |  |
|  |                 |                 |                 |             |             |  |  |               |                     |                     |               |               |   |   |              |               |               |              |              |  |